# Metropolregion Phoenix

Metropolregion Phoenix

Die Metropolregion Phoenix (Englisch: Phoenix metropolitan area), auch als Valley of the Sun, Salt River Valley, Metro Phoenix oder The Valley bekannt, ist eine der größten Metropolregionen im Südwesten der Vereinigten Staaten, deren Zentrum die Stadt Phoenix ist und die einen Großteil des zentralen Teils von Arizona umfasst. Das United States Office of Management and Budget bezeichnet das Gebiet als Phoenix–Mesa–Chandler Metropolitan Statistical Area (MSA) und definiert es als die beiden Counties Maricopa und Pinal. Die etwas größere Phoenix–Mesa Combined Statistical Area (CSA) enthält zusätzlich noch das Gila County.
Bei der Volkszählung im Jahr 2020 zählte die MSA Phoenix 4.845.832 Einwohner und war damit der elftgrößte Ballungsraum in den USA, gemessen an der Bevölkerungszahl. Sie hat eine Fläche von 37.700 km² und eine im Vergleich zu anderen Metropolregionen niedrige Bevölkerungsdichte, aufgrund der starken Zersiedelung. Sie bildet zusammen mit der zweitbevölkerungsreichsten Metropolregion des Bundesstaates, der Metropolregion Tucson, den Mittelpunkt des Megalopolis Arizona Sun Corridor.

## Zusammensetzung

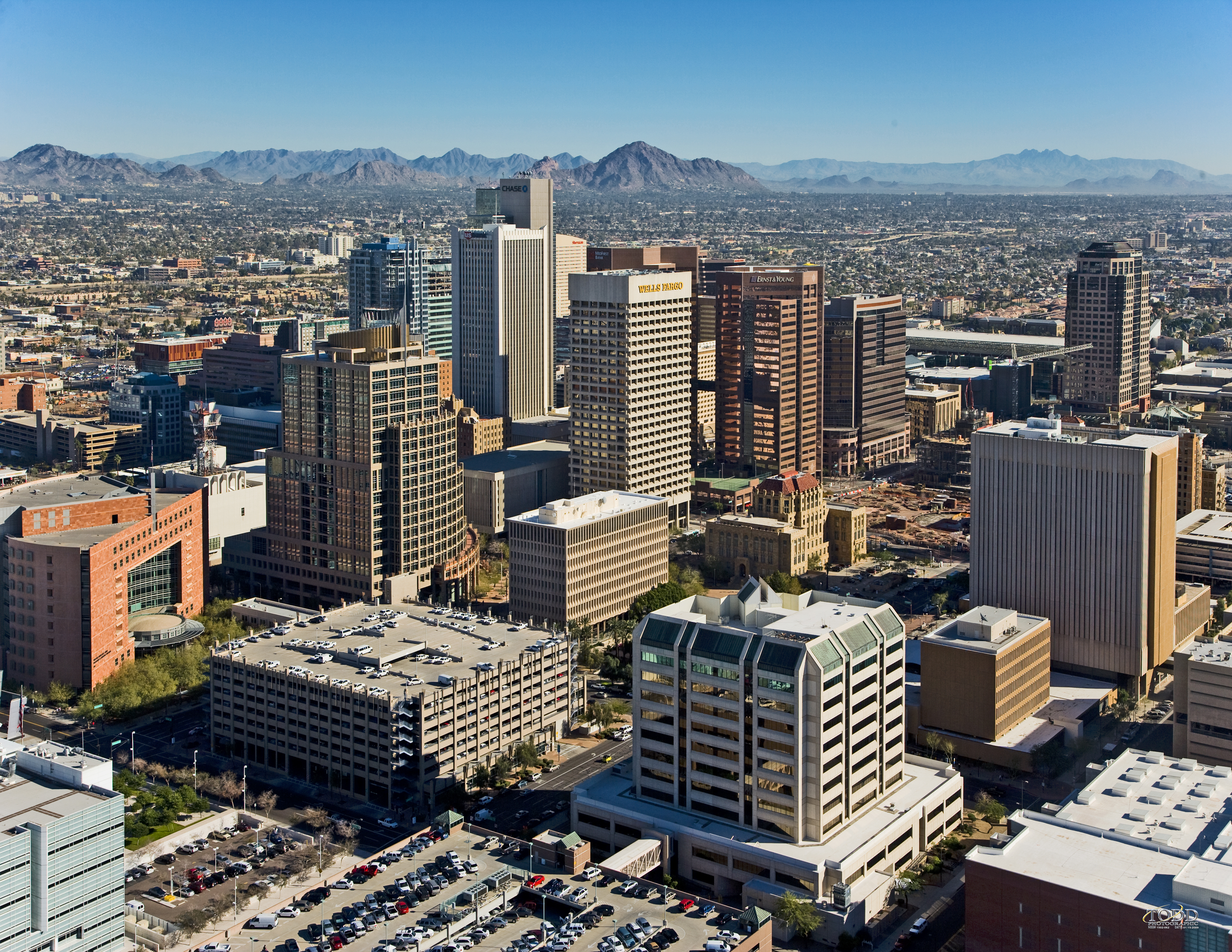
Phoenix

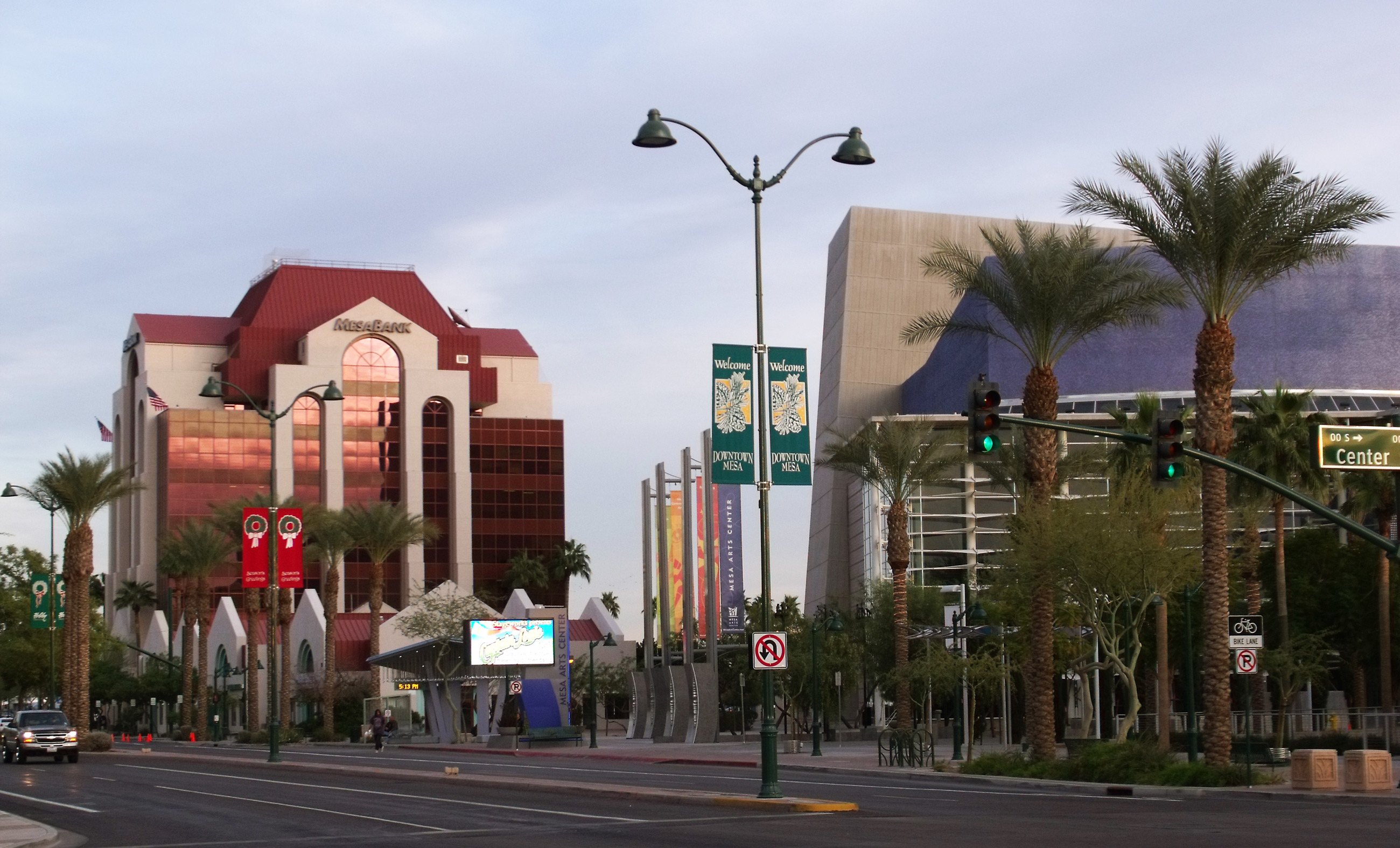
Mesa

### Countys
- Maricopa County
- Pinal County

### Orte
- Phoenix
- Mesa
- Chandler
- Gilbert
- Glendale
- Peoria
- Tempe
- Scottsdale
- Goodyear
- Buckeye
- Avondale
- Queen Creek

## Bevölkerung
Der Großraum Phoenix gehört den am schnellsten wachsenden Großstadtregionen in den Vereinigten Staaten. Seit 1950 hat sich die Bevölkerung mehr als verzehnfacht, was auf natürliches Wachstum und Zuwanderung aus dem Ausland und Inland zurückzuführen ist. 2020 waren 60,2 % der Bevölkerung Weiße, 5,8 % waren Schwarze, 4,3 % waren Asiaten, 2,5 % waren amerikanische Ureinwohner und 26,9 % gehörten mehreren oder sonstigen Gruppen an. Insgesamt 30,6 % waren, unabhängig von der Ethnie, spanischer oder lateinamerikanischer Abstammung (Hispanics). In der Metropolregion lebt eine hohe Anzahl an Personen mit mexikanischer Abstammung.
| Jahr | Einwohner¹ |
| ---- | ---------- |
| 1950 | 374.961    |
| 1960 | 726.183    |
| 1970 | 1.039.144  |
| 1980 | 1.600.093  |
| 1990 | 2.238.480  |
| 2000 | 3.251.876  |
| 2010 | 4.192.887  |
| 2020 | 4.845.832  |

¹ 1950–2020: Volkszählungsergebnisse

## Wirtschaft
Der Großraum Phoenix, das Zentrum der Wirtschaft des Bundesstaates. Wie der Bundesstaat Arizona stützte sich das Gebiet auf die 5 Cs copper, cattle, climate, citrus und cotton (Kupfer, Rinder, Klima, Zitrusfrüchte und Baumwolle) für sein wirtschaftliches Wachstum und seine Expansion. Nach dem Zweiten Weltkrieg wurde das Gebiet von der verarbeitenden Industrie erschlossen, was das Wachstum zu einem größten Stadtgebiete des Landes ankurbelte. Im 21. Jahrhundert sind die beiden größten Wirtschaftszweige das verarbeitende Gewerbe und der Tourismus. Das Bruttoinlandsprodukt der Phoenix Metropolitan Area belief sich 2020 auf 281 Milliarden US-Dollar und sie gehörte damit zu den 20 größten städtischen Wirtschaftsräumen in den Vereinigten Staaten.